# Los Hornitos
Los Hornitos es uno de los sectores que forman la ciudad de Cabimas en el estado Zulia (Venezuela). Pertenece a la parroquia Germán Ríos Linares.

## Ubicación
Los Hornitos se encuentra entre los sectores, 12 de octubre y Luis Fuenmayor al sur (carretera G), Bello Monte al oeste y la ciénaga del Mene al norte y 10 de febrero al este.

## Reseña histórica
La alfarería Cabimas se estableció en el sector Bello Monte en los años 1960, esta empresa extraía su materia prima arcilla de pozos cerca de la laguna del Mene al este que llegaron a ser conocidos como los pozones, análogamente los hornos de cocción de los bloques fueron conocidos como los hornitos, posteriormente en los 80's cuando comenzaron a mudarse vecinos por allí la calle que partía de la carretera G comenzó a ser conocida como calle el hornito y aparece en un mapa de 1988 como la única calle.
El sector fue creciendo con los años obteniendo su vialidad y servicios básicos en los 2000's. Además de la instalación de un módulo policial y un ambulatorio CDI de la misión Barrio Adentro.

## Zona Residencial
Los Hornitos, fue ocupado a fines de los años 90 sobre la superficie de la laguna del Mene, el barrio todavía lucha por su consolidación y la obtención de bienes y servicios. Se encuentra entre Bello Monte y Ciudad Sucre, aislado de estos por la laguna.
Por estar en una depresión topográfica la zona es propensa a inundaciones, la alcaldía ha buscado más bien reubicar a los habitantes a otros sectores nuevos como Sucre II, Sucre III y Villa Feliz, hecho que no se ha concretado.

## Vialidad y Transporte
Hay pocas calles asfaltadas, el sector recibe el nombre de la calle los hornos, la cual ya existía en 1988. Otras calles son la calle Urdaneta que es su límite norte y el callejón San José que es su límite este.
El transporte es por la línea que le hace servicio a Ciudad Sucre.

## Sitios de referencia
- CDI Barrio Adentro